# Machús Osinaga
María Jesús Osinaga Osso (27 de septiembre de 1967) es una periodista española.

## Trayectoria profesional
Es licenciada en Ciencias de la Información rama de Periodismo por la Facultad de Ciencias de la Información (Universidad Complutense de Madrid). Comienza su carrera profesional en la COPE, compaginando dicho trabajo con sus estudios; también ha trabajado como periodista y reportera en numerosos medios de comunicación, tanto en prensa escrita, radio y televisión. 
Sus inicios profesionales más conocidos como reportera, se dieron en los programas de televisión Esta noche cruzamos el Mississippi (1996-1997) en Telecinco y La sonrisa del pelícano (1997) en Antena 3, ambos a las órdenes de Pepe Navarro y en cuyos platós coincidió con personajes que pasarían al imaginario colectivo de los españoles, como la célebre transexual La Veneno. De esa etapa tuvo también repercusión, entre otros, el reportaje que realizó en el Aeropuerto de Barajas de Madrid, con ocasión de la llegada a España de la banda británica Take That y en el que tuvo ocasión de mostrar a los espectadores el lado más oscuro y bochornoso del llamado fenómeno fan.
Inmediatamente después, se incorporó a la plantilla de Radiotelevisión Española —siendo trabajadora fija de RTVE desde 2007—, donde es redactora de Cine de barrio junto a José Manuel Parada, La mandrágora, La 2 noticias, Mi reino por un caballo y ¡Atención obras! Especializada en periodismo cultural, desde 2016 colabora en el programa sobre actualidad cinematográfica Historia de nuestro cine de La 2, trabajo que compagina con su sección semanal "Territorio Osinaga" en el programa La sala de RNE y al frente de la dirección de Cine de barrio desde enero de 2022.
Como profesora y experta, ha impartido clases de redacción y realización de documentales y reportajes en radio y televisión en la Escuela Superior de Imagen y Sonido. También ha participado como jurado en todas las ediciones de los Premios Ceres, otorgados en el Festival Internacional de Teatro Clásico de Mérida, fue miembro del jurado del Premio Nacional de Teatro del año 2020 y 2023,  del Premio Lope de Vega en 2022 y del Premio Paco Raval otorgados por Aisge en 2022.
En 2020 vuelve a saltar a la actualidad con motivo de la serie Veneno, sobre la vida de Cristina Ortiz y que recrea los años en que se emitió Esta noche cruzamos el Mississippi, con la actriz Ester Expósito dando vida al personaje de Osinaga. En la producción ella misma hace un cameo interpretándose a sí misma.
Es sobrina del actor Pedro Osinaga.